# Folke Wernstedt
Folke Lago Fredrik Wernstedt, född 1 augusti 1886 i Östra Torsås socken, död 10 januari 1967 i Stockholm, var en svensk historiker, major och skriftställare, som främst utmärkt sig inom medeltidsgenealogin. 
Folke Wernstedt var son till kapten Bolivar Wernstedt och Nina Cervin. Han blev underlöjtnant vid Kronobergs regemente 1907, genomgick Krigshögskolan 1915–1917 och var aspirant vid Generalstaben 1918–1921. Han blev kapten 1921, lämnade den aktiva tjänsten 1936 och blev major i armén 1941. Wernstedt var föreståndare för Krigsarkivets kartsamling 1921–1928 och för Riksarkivets kartsamling 1930–1936. Från 1936 var han anställd vid Riddarhusets genealogiska avdelning. Wernstedt blev 1948 riddarhusgenealog. Vid arbetet på adelns stamtavlor anslöt han till källkritiska metoder och omlade i tekniskt avseende stamtavlorna efter moderna grunder.